# Гидроортофосфат бериллия
Гидроортофосфат бериллия — неорганическое соединение, кислая соль металла бериллия и ортофосфорной кислоты с формулой BeHPO4, бесцветные гигроскопичные кристаллы, растворимые в воде, образует кристаллогидрат.

## Получение
- Растворение в ортофосфорной кислоте гидроксида бериллия:

{\displaystyle {\mathsf {Be(OH)_{2}+H_{3}PO_{4}\ {\xrightarrow {}}\ BeHPO_{4}+2H_{2}O}}}

## Физические свойства
Гидроортофосфат бериллия образует бесцветные кристаллы.
Из водного раствора выпадает кристаллогидрат состава BeHPO4•3H2O.

## Химические свойства
- Гидроортофосфат бериллия неустойчив и легко подвергается превращению:

{\displaystyle {\mathsf {4BeHPO_{4}\ {\xrightarrow {}}\ Be_{3}(PO_{4})_{2}+Be(H_{2}PO_{4})_{2}}}}